# Kosovelje
Kosovelje – wieś w Słowenii, w gminie Sežana. W 2018 roku liczyła 45 mieszkańców.